# Bittacus nodosus
Bittacus nodosus is een schorpioenvlieg uit de familie van de hangvliegen (Bittacidae). De wetenschappelijke naam van de soort is voor het eerst geldig gepubliceerd door Rust & Byers in 1976.
De soort komt voor in India en Pakistan.